# Valle de Juárez
Valle de Juárez é um município do estado de Jalisco, no México.
Em 2005, o município possuía um total de 5.218 habitantes.